# Saxis
Saxis – miasto w Stanach Zjednoczonych, w stanie Wirginia, w hrabstwie Accomack.